# کیانیان
کَیانیان یا کَیان (به اوستایی: 𐬐𐬀𐬎𐬎𐬌 ت.ت. 'کَوی'، به پارسی میانه: 𐭪𐭣 ت.ت. 'کَیـ (ـان)'؛ از سال ۲۴۳۲ تا ۳۰۸۴ پس از کیومرث) دومین دودمان پادشاهی ایران در اوستا، شاهنامه و اسطوره‌شناسی ایرانی پس از پیشدادیان و پیش از اشکانیان می‌باشد.
پادشاهی کیانی به‌دست کی‌قباد (با یاری رستم و زال) بنیان‌نهاده شد، پادشاهان کیانی ده تن بودند و نامورترین آنها، کی‌خسرو است و با مرگ اسکندر این پادشاهی ۶۵۲ ساله سرنگون می‌شود و جایش را به دودمان ملوک‌الطوایفی اشکانیان می‌دهد. پایتخت‌های کیانیان شهرهای اصطخر و بلخ گزارش شده است. پادشاهی کیانی به دو بخش پهلوانی (از کی‌قباد تا پایان پادشاهی کی‌گشتاسپ) و تاریخی (از آغاز پادشاهی کی‌بهمن تا اسکندر) بخش‌بندی می‌شود.
گروهی از خاورشناسان مانند یوهانس هرتل و ارنست هرتسفلد، کیانیان را با هخامنشیان یکسان دانسته و کوشیده‌اند که پادشاهان کیانی و هخامنشی را با یک‌دیگر برابر نهند. هرتل باور داشت که زرتشت در زمان پادشاهی ویشتاسپ (پدر داریوش بزرگ) زندگی می‌کرده است. او چنین پنداشته است که پادشاهان کیانی از کی‌قباد تا کی‌خسرو، سران تباران باختری ایران بودند و ممکن است شخصیت تاریخی داشته یا داستانی و اساطیری بوده‌باشند، ولی دیگر پادشاهان کیانی، همان شاهنشاهان هخامنشی بوده‌اند. ولی هرتسفلد از این نیز فراتر رفته و گفته است که نخستین پادشاهان کیانی، همان شاهان ماد بوده‌اند که هرودوت و کتزیاس از آن‌ها نام برده‌اند و کی‌خسرو نیز همان کوروش بزرگ است؛ ولی برخی از تاریخ‌نگاران مانند مسعودی، حمزه اصفهانی، حمدالله مستوفی و … کی‌بهمن را با کوروش بزرگ یکسان می‌دانند.

## منبع‌شناسی
ذکر کیانیان در کتاب‌های پهلوی مانند بندهشن، دین‌کرد، مینوی خرد، شهرستان‌های ایرانشهر و… و همچنین اوستا (کتاب مقدس زرتشتیان) آمده است. شناخته‌شده‌ترین منبع از تاریخ کیانیان شاهنامهٔ فردوسی می‌باشد. همچنین در کتاب‌های اسلامی مانند: آثار الباقیه، فارسنامه، تاریخ بلعمی، تاریخ پیامبران و شاهان، تاریخ سیستان، تاریخ طبرستان، تاریخ طبری، تاریخ مسعودی، طبقات ناصری و… از کیانیان گفته‌شده است.

## در اوستا
در اوستای نو، کَوی در مفرد تنها برای لقب یا نام دستهٔ کوچکی از قهرمانان به کار می‌رود که برای خدایان مختلف قربانی می‌کنند و به شکل جمع همراه با کَرپن، برای نشان دادن قربانیان ناموفق که در کنار نیروهای تاریکی و شر هستند، استفاده می‌شود که گمان می‌رود نزدیک‌ترین کلمه به "کینگ (king)" انگلیسی باشد. به همین ترتیب، در متون پهلوی، کَی با شاه یا دهیب (فرمانروا، سرور سرزمین) متفاوت است و کَی فارسی هرگز به معنای «شاه» یا «شاهزاده» همچون هم‌نام شاه استفاده نمی‌شود. کیان پهلوی و فارسی هر دو تنها به کَی‌ها اشاره دارند.
باور دیگر این است که کیانیان در اوستا نام خانوادگی سلسله‌ای سلطنتی نیست، اما در دوران ادبیات میانهٔ ایرانی، در متن‌های پهلوی، افراد این خاندان پادشاهانی شمرده می‌شوند که بعد از پیشدادیان به فرمانروایی ایران رسیده‌اند. کیانیان (در اصل کَیان یا کَویان - کَوی در اوستا) جمع واژهٔ «کَی»، به معنای حکیم و دانشمند است.
کَرپن (karpan) به پهلوی: "کرب‌" در اوستا گروهی خاص از روحانیانِ دارای مذهب دیویسنا هستند که با زرتشت دشمنی می‌کردند.
چنان‌که می‌دانیم نواحی شرقی ایران مهد آیین زرتشت بوده است و زبان بخش‌های کهن اوستا، در حقیقت لهجه‌ای از ایران شرقی (خاوری) است و نیز کهن‌ترین اشاره‌های جغرافیایی اوستا در مورد ایران خاوری است و «زبان اوستای نو مانند زبان گاثه‌ها لهجه‌ای از ایران شرقی و عنوان «کَوی» هم یکی از عناوین ایران شرقی است و کَوی‌ویشتاسپ حامی زرتشت دارای این عنوان بوده، زیرا که در ایران شرقی پادشاهی می‌کرده است؛ دارندگان نخستین عنوان کَوی خواه تاریخی باشند و خواه اساطیری به روایت‌های ایران شرقی بستگی دارند.»

## در شاهنامه

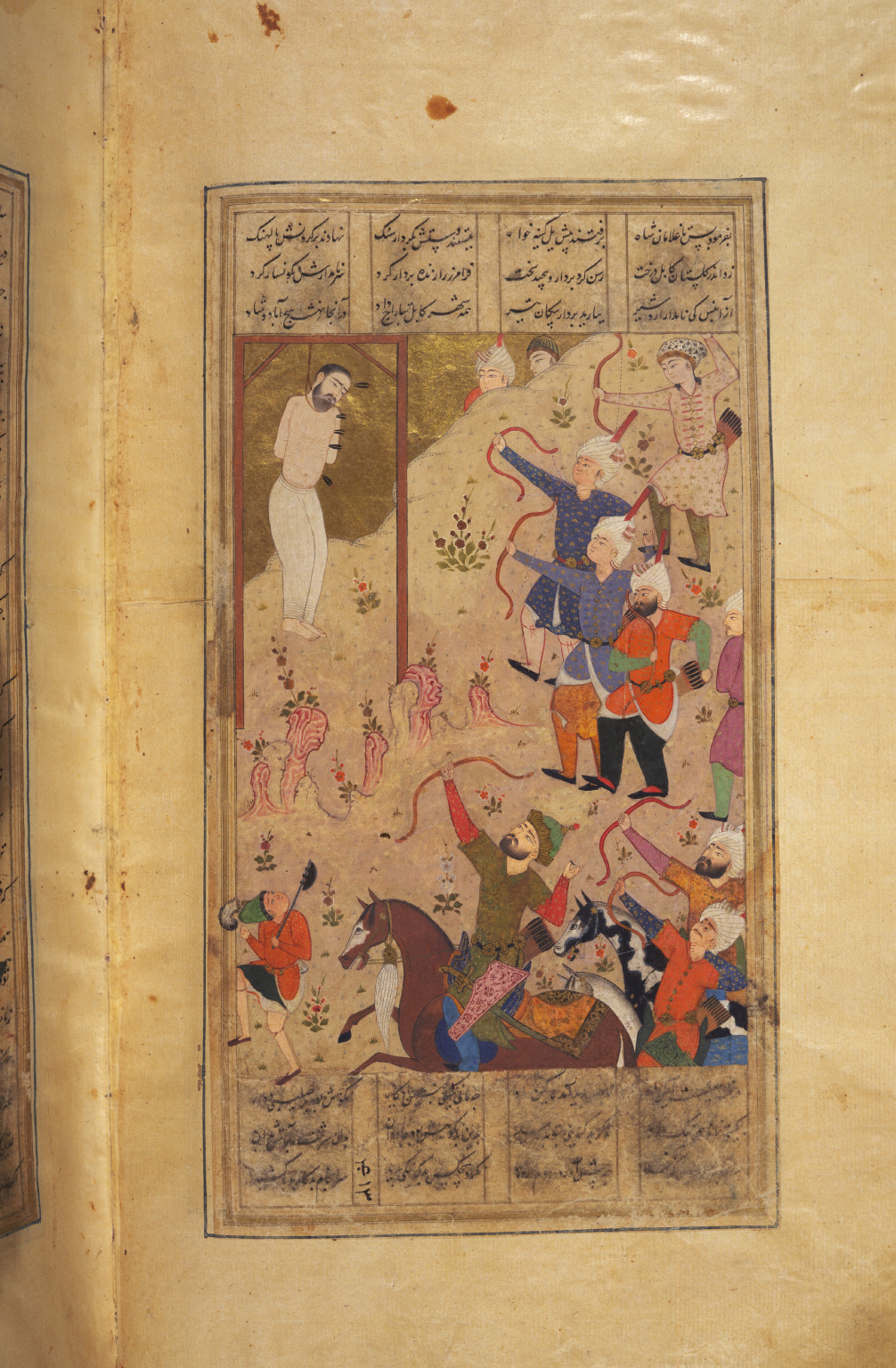
تیرباران شدن فرامرز به‌دست کی‌بهمن در کابل نگاره‌ای از شاهنامهٔ تهماسبی متعلق به ۱۵۴۴ م. (دورهٔ صفوی) جای نگهداری: کتابخانه دانشگاه پرینستون

#### بخش پهلوانی
پس از زَوْ، گرشاسپ بر تخت نشست و نه سال پادشاهی کرد و در بازپسین سال پادشاهی او، افراسیاب به فرمان پشنگ به ایران روی آورد و گرشاسپ درگذشت و روزگار آزار و ستیز ایرانیان به دستِ تورانیان فرارسید تا زال، رستم را به جستجوی کی‌قباد به البرزکوه فرستاد. کی‌قباد که از نژاد فریدون بود، پادشاهی ایران را پذیرفت و دودمان کیانیان را بنیاد گذاشت. او به درخواست پهلوانان ایران به نبرد با افراسیاب شتافت و با او جنگی سخت کرد که در این جنگ رستم پهلوانی‌ها کرد و افراسیاب که تاب ایستادگی نداشت، از پشنگ درخواست کرد که با ایرانیان آشتی کند و آمودریا مرز ایران و توران باشد. سپس کی‌قباد اصطخر را به پایتختی برگزید و شهرها و آبادی‌ها ساخت و صد سال پادشاهی کرد. پس از کی‌قباد، پسرش کی‌کاووس بر تخت شهریاری نشست. او نخست آهنگ چیرگی بر مازندران کرد و پندهای زال را نپذیرفت و با گروهی از سواران و دلیران ایران به مازندران تاخت. ارژنگ (پادشاه مازندران) از دیو سپید یاری خواست و او به جادو، کی‌کاووس و لشکریانش را کور کرد و به بند افکند. یکی از سپاهیان کی‌کاووس که از جادو دور مانده‌بود، به زال آگاهی رساند و او رستم را به مازندران فرستاد. رستم، دیو سپید را کشت و جگر او را بر چشم ایرانیان مالید و همه را بینا کرد. سپس کی‌کاووس به ایران بازگشت و پس از زمانی پادشاه بربر، مصر و هاماوران را شکست داد و سودابه (شاهزادهٔ هاماوران) را به زنی گرفت. ولی شاه هاماوران با چاره اندیشیدن، کی‌کاووس و سپاهیانش را به بند افکند و زمانی این خبر فراگیر شد، ترکان و تازیان به ایران دست افکندند. سپس افراسیاب به ایران تاخت و تازیان را از ایران بیرون راند و خودش پادشاه ایران شد. پس از آن رستم به هاماوران رفت و کی‌کاووس را نجات داد و کی‌کاووس با سودابه و پهلوانان به ایران بازگشت و افراسیاب را از ایران بیرون راند. از کی‌کاووس دو پسر به نام‌های سیاوش و فریبرز به جای ماند. سودابه (همسر کی‌کاووس) به سیاوش دل باخت، ولی سیاوش به خواستهٔ او تن نداد و سودابه او را نزد پدرش بدنام کرد و دغل‌بازخواند و سیاوش برای نشان دادن بی‌گناهی خود، از آتش گذر کرد. او پس از چندی با سپاهی بزرگ به جنگ با افراسیاب رفت و افراسیاب که توان ایستایی در برابر او را نداشت، درخواست آشتی کرد و سیاوش پذیرفت. ولی کی‌کاووس تندخو به آشتی تن نداد و سیاوش را در نامه‌ای سرزنش کرد. سیاوش از کی‌کاووس دلگیر شد و نزد افراسیاب به توران رفت. افراسیاب و پیران ویسه او را گرامی شمردند و پیران دختر خود جریره و افراسیاب دختر خود فریگیس را به سیاوش دادند. پس از گذشت زمانی، گرسیوز که به سیاوش رشک می‌برد، افراسیاب را به کشتن سیاوش برانگیخت و افراسیاب نیز سیاوش را کشت. پس از رسیدن خبر کشته شدن سیاوش به ایران، آشوب بزرگی برخاست و رستم، سودابه را برای خونخواهی سیاوش کشت و به توران تاخت و توران را ویران کرد. از سیاوش دو پسر به نام‌های کی‌خسرو از فریگیس و فرود از جریره به‌جای ماند.

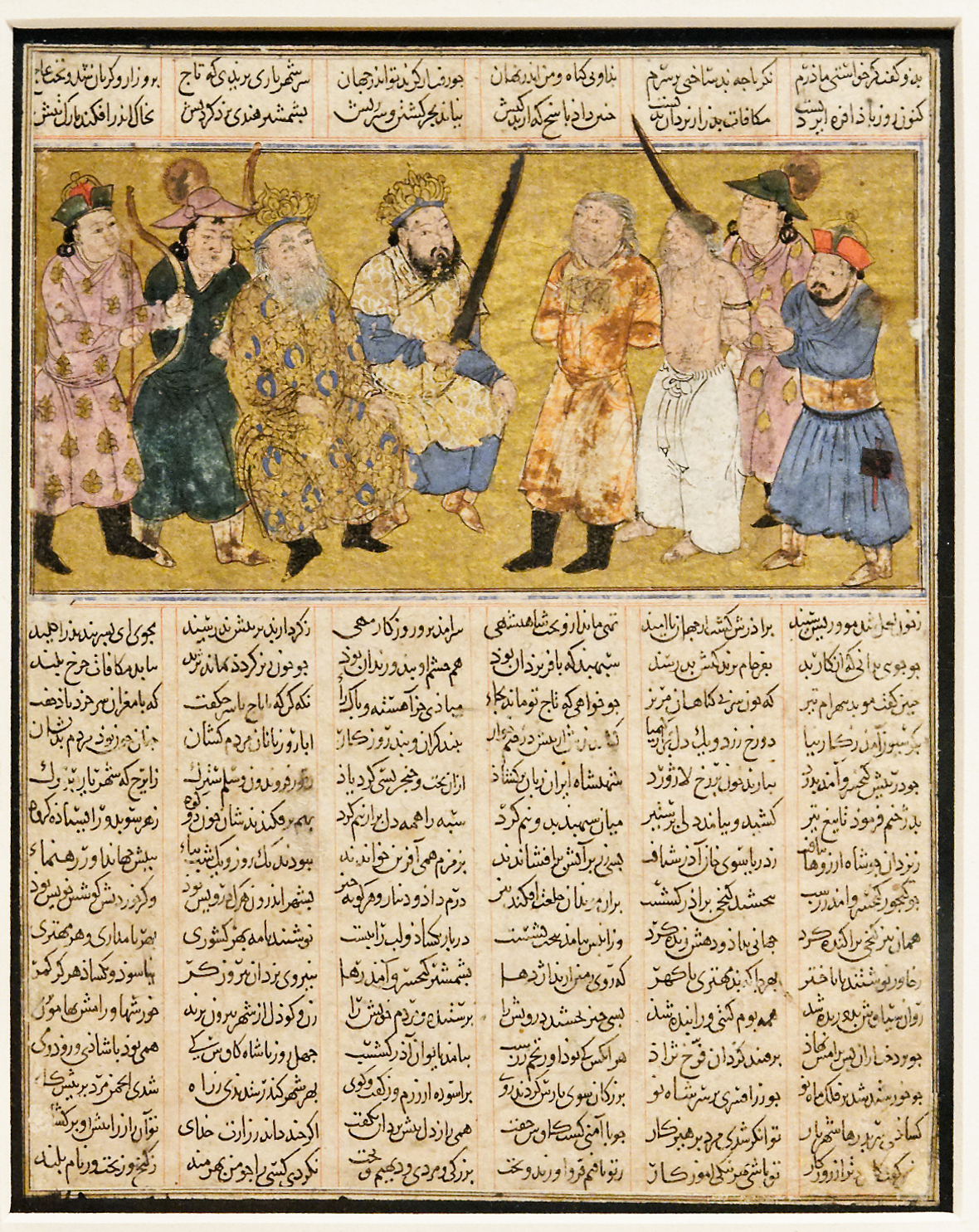
کی‌خسرو، افراسیاب را به کین پدرش، سیاوش، می‌کُشد.

پس از کشته شدن سیاوش به‌فرمان افراسیاب، فریگیس پسری آورد به‌نام کی‌خسرو. افراسیاب فرمان داد که او را نزد چوپان‌ها به کوه بفرستند تا از نژاد خود آگاه نباشد. پیران نیز چنین کرد و کی‌خسرو را به چوپان‌ها سپرد و زمانی‌که کی‌خسرو چند ساله شد، او را نزد خود آورد و افراسیاب فرمان داد که او و مادرش فریگیس به گنگ دژ بروند. سرانجام، گیو به‌فرمان پدر آهنگِ یافتن کی‌خسرو در توران کرد و پس از هفت سال جستجو، او را یافت و با مادرش فریگیس به ایران آورد. پس از رسیدن کی‌خسرو به ایران، بر سر جانشینی کی‌کاووس میان او و فریبرز (پسر کی‌کاووس) ناسازگاری افتاد و بر این شد که هر کدام بتواند دژ بهمن را بگشاید، جانشین کی‌کاووس است و گشودن این دژ تنها از دست کی‌خسرو برآمد. پس از آن، کی‌خسرو به‌فرمان کی‌کاووس به خونخواهی پدرش سیاوش برخاست و سرانجام افراسیاب و برادرش گرسیوز را به کین پدرش کشت. پس از کشته شدن افراسیاب، کی‌کاووس پادشاهی خود را به کی‌خسرو داد و پس از ۱۲۰ سال پادشاهی درگذشت. سپس کی‌خسرو، جهن (پسر افراسیاب) را پادشاه توران کرد و خود پس از خستگی از کار جهان، لهراسپ را به‌جای خود به تخت نشاند و خود با توس، گودرز و فریبرز به کوهی ناپدید شد. لهراسپ در درگاه کی‌خسرو مردی گمنام و از نژاد کی‌قباد بود و او آتشکده‌ای به نام آذر برزین‌مهر ساخت. او دو پسر به نام‌های زریر و گشتاسپ داشت که پادشاهی را به گشتاسپ سپرد و خود به آتشکدهٔ نوبهار در بلخ رفت و به ستایش خدا پرداخت و پیرو و پذیرای آیین زرتشت شد.
در دورهٔ پادشاهی گشتاسپ، زرتشت آیین نویی آورد و گشتاسپ کیش او را پذیرفت. ولی ارجاسپ (پادشاه توران) با گشتاسپ ناسازگاری داشت و میان او و گشتاسپ جنگ‌ها درگرفت تا سرانجام ارجاسپ به دست اسفندیار کشته‌شد. اسفندیار آرزوی تخت پادشاهی داشت و چون گشتاسپ با هیچ بهانه‌ای از رنج خواهش او آسوده نمی‌ماند، او را برای جنگ با رستم به سیستان فرستاد و این شاهزاده به دست رستم کشته‌شد. ولی رستم، بهمن (پسر اسفندیار) را به خواهش اسفندیار پروراند و پس از چندی او را نزد گشتاسپ فرستاد و گشتاسپ او را جانشین خود کرد.

#### بخش تاریخی

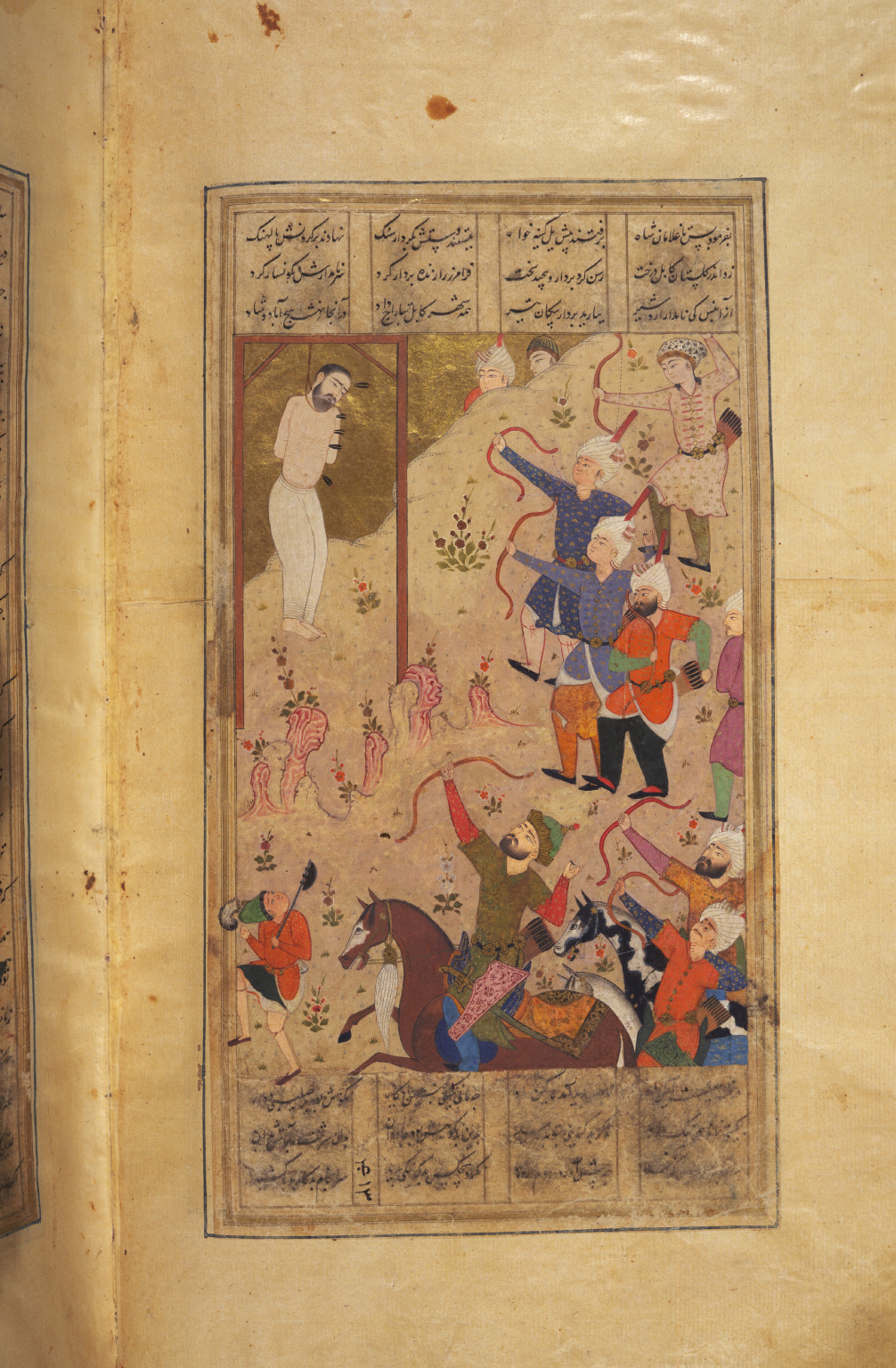
تیرباران شدن فرامرز به‌دست کی‌بهمن در کابل نگاره‌ای از شاهنامهٔ تهماسبی متعلق به ۱۵۴۴ م. (دورهٔ صفوی) جای نگهداری: کتابخانه دانشگاه پرینستون

رستم، بهمن را نزد گشتاسپ فرستاد و گشتاسپ او را بر تخت نشاند و از آن پس بهمن را اردشیر خواند. نخستین کاری که بهمن کرد، کین‌خواهی از دودمان رستم بود؛ او زال را به بند کشید و فرامرز را بر دار و تیرباران کرد. پشوتن (پسر گشتاسپ) از نفرین رودابه ترسید و به بهمن گفت که زال را ببخشد و همهٔ خاندان رستم را به جای خود بفرستد و بهمن نیز چنین کرد. بهمن پسری به نام ساسان و دختری به نام همای شناخته‌شده به چهرزاد داشت که بسیار زیبا بود. چنان‌که فردوسی دربارهٔ زیبایی او می‌سراید:
| پدر در پذیرفتش از نیکوی |  | بدان دین که خواند ورا پهلوی |

همای باردار شد و در همان هنگام بهمن بیمار شد و در بستر مرگ همای را به جانشینی خود برگزید. نام بهمن در اوستا نیامده است و این نخستین بار است که روایت‌های ملی ایران از اوستا جدا و با تاریخ دودمان هخامنشیان درمی‌آمیزد. همای نیز سی و دو سال پادشاهی کرد. پس از همای نیز داراب به درازی دوازده سال پادشاه شد که فرزند بهمن و همای بود. از داراب دو پسر به نام‌های دارا و اسکندر بر جای ماند که دارا پس از او پادشاه ایران شد. مادر اسکندر (ناهید) دختر فیلقوس بود و اسکندر پس از نیای مادری خود پادشاه روم شد. این روایت دربارهٔ اسکندر را برخی از تاریخ‌نگاران دیگر نیز آورده‌اند. دارا بازپسین پادشاه کیانی بود که پس از خیزش اسکندر و سه رزم با او به کرمان گریخت و از اسکندر درخواست آشتی کرد. ولی اسکندر آشتی را نپذیرفت و دارا از پادشاه هند یاری خواست، ولی اسکندر لشگریان دارا را شکست داد و دارا به‌دست جانوسیار و ماهیار کشته شد و اسکندر پادشاه ایران شد. دارا همان داریوش سوم است که در عهد او اسکندر مقدونی به ایران لشکر کشید. اسکندر در ادبیات پهلوی برافکنندهٔ شاهنشاهان ایران و سوزانندهٔ کاخ شاهان هخامنشی است و در نوشته‌های زرتشتی ملعون و نفرین‌شده خوانده شده است. ولی او در شاهنامه یک شخصیت خاکستری است.
در اوستا بخش تاریخی شاهنامه (پادشاهی بهمن، همای، داراب، دارا و اسکندر) نیامده است و واپسین پادشاه کیانی (در اوستا) کی‌گشتاسپ است؛ گمان می‌رود که ساسانیان، هخامنشیان را با دودمان کیانیان پیوند دادند و پادشاهی بهمن تا اسکندر را با کیانیان یکی کرده‌اند.

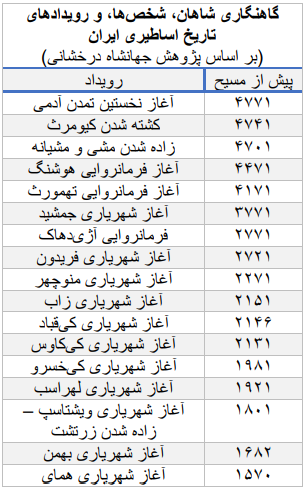
گاهنگاری پادشاهان اسطوره‌ای ایران بر پایهٔ منابع ایرانی و بر اساس پژوهش جهانشاه درخشانی

## پایتخت کیانیان
در شاهنامه دربارهٔ کی‌قباد آورده شده که او اصطخر در پارس را پایتخت خود می‌خواند.
| وزانجا سوی پارس اندر کشید  |  | که در پارس بد گنجها را کلید |
| نشستنگه آن گه به اسطخر بود |  | کیان را بدان جایگه فخر بود  |
| جهانی سوی او نهادند روی    |  | که او بود سالار دیهیم جوی   |
| به تخت کیان اندر آورد پای  |  | به داد و به آیین فرخنده‌رای  |

— فردوسی
در تاریخ بلعمی از کی‌قباد چنین یاد شده است: وی مَلکِی با عدل و داد بود و جهان‌آباد کرد و خراج نستد مگر عُشر. پس نشست به بلخ داشتی، به لبِجیحون بدان حد که میان او بود و میان ترکان.
در شاهنامه از تختگاه گشتاسپ اینگونه سخن آمده:
| چو گشتاسپ را داد لهراسپ تخت |  | فرود آمد از تخت و بربست رخت  |
| به بلخ گزین شد بران نوبهار  |  | که یزدان پرستان بدان روزگار  |
| مران جای را داشتندی چنان    |  | که مر مکه را تازیان این زمان |
| بدان خانه شد شاه یزدان‌پرست  |  | فرود آمد از جایگاه نشست      |

— فردوسی

## فهرست پادشاهان کیانی
این فهرست بر پایهٔ شاهنامهٔ خالقی مطلق فراهم شده است:
| چیدمان | پادشاه      | نگاره | پادشاهی                          | پدر                                    |
| ------ | ----------- | ----- | -------------------------------- | -------------------------------------- |
| ۱      | کی‌قباد      |       | ۱۰۰ سال (۲۴۳۲–۲۵۳۲ پس از کیومرث) | منوچهر                                 |
| ۲      | کی‌کاووس     |       | ۱۲۰ سال (۲۵۳۲–۲۶۵۲ پس از کیومرث) | کی‌اپیوه (در اوستا) کی‌قباد (در شاهنامه) |
| ۳      | کی‌خسرو      |       | ۶۰ سال (۲۶۵۲–۲۷۱۲ پس از کیومرث)  | سیاوش                                  |
| ۴      | کی‌لهراسپ    |       | ۱۲۰ سال (۲۷۱۲–۲۸۳۲ پس از کیومرث) | اَوْرَنْد                                  |
| ۵      | کی‌گشتاسپ    |       | ۱۲۰ سال (۲۸۳۲–۲۹۵۲ پس از کیومرث) | کی‌لهراسپ                               |
| ۶      | کی‌بهمن      |       | ۶۰ سال (۲۹۵۲–۳۰۱۲ پس از کیومرث)  | اسفندیار                               |
| ۷      | همای چهرزاد |       | ۳۲ سال (۳۰۱۲–۳۰۴۴ پس از کیومرث)  | کی‌بهمن                                 |
| ۸      | داراب       |       | ۱۲ سال (۳۰۴۴–۳۰۵۶ پس از کیومرث)  | کی‌بهمن                                 |
| ۹      | دارا        |       | ۱۴ سال (۳۰۶۵–۳۰۷۰ پس از کیومرث)  | داراب                                  |
| ۱۰     | اسکندر      |       | ۱۴ سال (۳۰۷۰–۳۰۸۴ پس از کیومرث)  | داراب                                  |

## تبارنامهٔ کیانیان
|                                                                                           |                                                                                           |                                                                                           |                                                                                           |                                                                                           |                                                                                           |  |  |          |        |        |        | کی‌قباد                                                          |        |          |          |          |          |          |          |          |          |          |          |          |          |         |         |         |         |        |        |        |        |  |  |  |  |  |  |  |  |  |  |  |  |  |  |  |  |  |  |  |  |  |  |  |  |
|                                                                                           |                                                                                           |                                                                                           |                                                                                           |                                                                                           |                                                                                           |  |  |          |        |        |        |                                                                 |        |          |          |          |          |          |          |          |          |          |          |          |          |         |         |         |         |        |        |        |        |  |  |  |  |  |  |  |  |  |  |  |  |  |  |  |  |  |  |  |  |  |  |  |  |
|                                                                                           |                                                                                           |                                                                                           |                                                                                           |                                                                                           |                                                                                           |  |  |          |        |        |        | کَوی‌اَیْپْوَنْگْهو (در اوستا) کَیْ‌اَبِوِهْ (در بن‌دهش) کی‌افنه (در تاریخ طبری) |        |          |          |          |          |          |          |          |          |          |          |          |          |         |         |         |         |        |        |        |        |  |  |  |  |  |  |  |  |  |  |  |  |  |  |  |  |  |  |  |  |  |  |  |  |
|                                                                                           |                                                                                           |                                                                                           |                                                                                           |                                                                                           |                                                                                           |  |  |          |        |        |        |                                                                 |        |          |          |          |          |          |          |          |          |          |          |          |          |         |         |         |         |        |        |        |        |  |  |  |  |  |  |  |  |  |  |  |  |  |  |  |  |  |  |  |  |  |  |  |  |
|                                                                                           |                                                                                           |                                                                                           |                                                                                           |                                                                                           |                                                                                           |  |  |          |        |        |        |                                                                 |        |          |          |          |          |          |          |          |          |          |          |          |          |         |         |         |         |        |        |        |        |  |  |  |  |  |  |  |  |  |  |  |  |  |  |  |  |  |  |  |  |  |  |  |  |
| کوی‌بیرشن (در اوستا) کی‌بیرش (در بن‌دهش) کیبه‌ارش (در تاریخ طبری) آرش یا کی‌آرمین (در شاهنامه) | کوی‌بیرشن (در اوستا) کی‌بیرش (در بن‌دهش) کیبه‌ارش (در تاریخ طبری) آرش یا کی‌آرمین (در شاهنامه) | کوی‌بیرشن (در اوستا) کی‌بیرش (در بن‌دهش) کیبه‌ارش (در تاریخ طبری) آرش یا کی‌آرمین (در شاهنامه) | کوی‌بیرشن (در اوستا) کی‌بیرش (در بن‌دهش) کیبه‌ارش (در تاریخ طبری) آرش یا کی‌آرمین (در شاهنامه) | کوی‌بیرشن (در اوستا) کی‌بیرش (در بن‌دهش) کیبه‌ارش (در تاریخ طبری) آرش یا کی‌آرمین (در شاهنامه) | کوی‌بیرشن (در اوستا) کی‌بیرش (در بن‌دهش) کیبه‌ارش (در تاریخ طبری) آرش یا کی‌آرمین (در شاهنامه) |  |  | کی‌پشین   | کی‌پشین | کی‌پشین | کی‌پشین | کی‌پشین                                                          | کی‌پشین |          |          | کی‌آرش    | کی‌آرش    | کی‌آرش    | کی‌آرش    | کی‌آرش    | کی‌آرش    |          |          | کی‌کاووس  | کی‌کاووس  | کی‌کاووس | کی‌کاووس | کی‌کاووس | کی‌کاووس |        |        |        |        |  |  |  |  |  |  |  |  |  |  |  |  |  |  |  |  |  |  |  |  |  |  |  |  |
| کوی‌بیرشن (در اوستا) کی‌بیرش (در بن‌دهش) کیبه‌ارش (در تاریخ طبری) آرش یا کی‌آرمین (در شاهنامه) | کوی‌بیرشن (در اوستا) کی‌بیرش (در بن‌دهش) کیبه‌ارش (در تاریخ طبری) آرش یا کی‌آرمین (در شاهنامه) | کوی‌بیرشن (در اوستا) کی‌بیرش (در بن‌دهش) کیبه‌ارش (در تاریخ طبری) آرش یا کی‌آرمین (در شاهنامه) | کوی‌بیرشن (در اوستا) کی‌بیرش (در بن‌دهش) کیبه‌ارش (در تاریخ طبری) آرش یا کی‌آرمین (در شاهنامه) | کوی‌بیرشن (در اوستا) کی‌بیرش (در بن‌دهش) کیبه‌ارش (در تاریخ طبری) آرش یا کی‌آرمین (در شاهنامه) | کوی‌بیرشن (در اوستا) کی‌بیرش (در بن‌دهش) کیبه‌ارش (در تاریخ طبری) آرش یا کی‌آرمین (در شاهنامه) |  |  | کی‌پشین   | کی‌پشین | کی‌پشین | کی‌پشین | کی‌پشین                                                          | کی‌پشین |          |          | کی‌آرش    | کی‌آرش    | کی‌آرش    | کی‌آرش    | کی‌آرش    | کی‌آرش    |          |          | کی‌کاووس  | کی‌کاووس  | کی‌کاووس | کی‌کاووس | کی‌کاووس | کی‌کاووس |        |        |        |        |  |  |  |  |  |  |  |  |  |  |  |  |  |  |  |  |  |  |  |  |  |  |  |  |
|                                                                                           |                                                                                           |                                                                                           |                                                                                           |                                                                                           |                                                                                           |  |  | کی‌منش    | کی‌منش  | کی‌منش  | کی‌منش  | کی‌منش                                                           | کی‌منش  |          |          |          |          |          |          |          |          |          |          | سیاوش    | سیاوش    | سیاوش   | سیاوش   | سیاوش   | سیاوش   |        |        |        |        |  |  |  |  |  |  |  |  |  |  |  |  |  |  |  |  |  |  |  |  |  |  |  |  |
|                                                                                           |                                                                                           |                                                                                           |                                                                                           |                                                                                           |                                                                                           |  |  | کی‌منش    | کی‌منش  | کی‌منش  | کی‌منش  | کی‌منش                                                           | کی‌منش  |          |          |          |          |          |          |          |          |          |          | سیاوش    | سیاوش    | سیاوش   | سیاوش   | سیاوش   | سیاوش   |        |        |        |        |  |  |  |  |  |  |  |  |  |  |  |  |  |  |  |  |  |  |  |  |  |  |  |  |
|                                                                                           |                                                                                           |                                                                                           |                                                                                           |                                                                                           |                                                                                           |  |  | ارزان    | ارزان  | ارزان  | ارزان  | ارزان                                                           | ارزان  |          |          |          |          |          |          |          |          |          |          | کی‌خسرو   | کی‌خسرو   | کی‌خسرو  | کی‌خسرو  | کی‌خسرو  | کی‌خسرو  |        |        |        |        |  |  |  |  |  |  |  |  |  |  |  |  |  |  |  |  |  |  |  |  |  |  |  |  |
|                                                                                           |                                                                                           |                                                                                           |                                                                                           |                                                                                           |                                                                                           |  |  | ارزان    | ارزان  | ارزان  | ارزان  | ارزان                                                           | ارزان  |          |          |          |          |          |          |          |          |          |          | کی‌خسرو   | کی‌خسرو   | کی‌خسرو  | کی‌خسرو  | کی‌خسرو  | کی‌خسرو  |        |        |        |        |  |  |  |  |  |  |  |  |  |  |  |  |  |  |  |  |  |  |  |  |  |  |  |  |
|                                                                                           |                                                                                           |                                                                                           |                                                                                           |                                                                                           |                                                                                           |  |  | کی‌لهراسپ |        |        |        |                                                                 |        |          |          |          |          |          |          |          |          |          |          |          |          |         |         |         |         |        |        |        |        |  |  |  |  |  |  |  |  |  |  |  |  |  |  |  |  |  |  |  |  |  |  |  |  |
|                                                                                           |                                                                                           |                                                                                           |                                                                                           |                                                                                           |                                                                                           |  |  |          |        |        |        |                                                                 |        |          |          |          |          |          |          |          |          |          |          |          |          |         |         |         |         |        |        |        |        |  |  |  |  |  |  |  |  |  |  |  |  |  |  |  |  |  |  |  |  |  |  |  |  |
|                                                                                           |                                                                                           |                                                                                           |                                                                                           |                                                                                           |                                                                                           |  |  |          |        |        |        |                                                                 |        |          |          |          |          |          |          |          |          |          |          |          |          |         |         |         |         |        |        |        |        |  |  |  |  |  |  |  |  |  |  |  |  |  |  |  |  |  |  |  |  |  |  |  |  |
| زریر                                                                                      | زریر                                                                                      | زریر                                                                                      | زریر                                                                                      | زریر                                                                                      | زریر                                                                                      |  |  |          |        |        |        |                                                                 |        | کی‌گشتاسپ | کی‌گشتاسپ | کی‌گشتاسپ | کی‌گشتاسپ | کی‌گشتاسپ | کی‌گشتاسپ |          |          |          |          |          |          |         |         |         |         |        |        |        |        |  |  |  |  |  |  |  |  |  |  |  |  |  |  |  |  |  |  |  |  |  |  |  |  |
| زریر                                                                                      | زریر                                                                                      | زریر                                                                                      | زریر                                                                                      | زریر                                                                                      | زریر                                                                                      |  |  |          |        |        |        |                                                                 |        | کی‌گشتاسپ | کی‌گشتاسپ | کی‌گشتاسپ | کی‌گشتاسپ | کی‌گشتاسپ | کی‌گشتاسپ |          |          |          |          |          |          |         |         |         |         |        |        |        |        |  |  |  |  |  |  |  |  |  |  |  |  |  |  |  |  |  |  |  |  |  |  |  |  |
|                                                                                           |                                                                                           |                                                                                           |                                                                                           |                                                                                           |                                                                                           |  |  |          |        |        |        |                                                                 |        |          |          |          |          |          |          |          |          |          |          |          |          |         |         |         |         |        |        |        |        |  |  |  |  |  |  |  |  |  |  |  |  |  |  |  |  |  |  |  |  |  |  |  |  |
| بستور                                                                                     | بستور                                                                                     | بستور                                                                                     | بستور                                                                                     | بستور                                                                                     | بستور                                                                                     |  |  | پشوتن    | پشوتن  | پشوتن  | پشوتن  | پشوتن                                                           | پشوتن  |          |          |          |          |          |          | اسفندیار | اسفندیار | اسفندیار | اسفندیار | اسفندیار | اسفندیار |         |         |         |         |        |        |        |        |  |  |  |  |  |  |  |  |  |  |  |  |  |  |  |  |  |  |  |  |  |  |  |  |
| بستور                                                                                     | بستور                                                                                     | بستور                                                                                     | بستور                                                                                     | بستور                                                                                     | بستور                                                                                     |  |  | پشوتن    | پشوتن  | پشوتن  | پشوتن  | پشوتن                                                           | پشوتن  |          |          |          |          |          |          | اسفندیار | اسفندیار | اسفندیار | اسفندیار | اسفندیار | اسفندیار |         |         |         |         |        |        |        |        |  |  |  |  |  |  |  |  |  |  |  |  |  |  |  |  |  |  |  |  |  |  |  |  |
|                                                                                           |                                                                                           |                                                                                           |                                                                                           |                                                                                           |                                                                                           |  |  |          |        |        |        |                                                                 |        |          |          |          |          |          |          |          |          |          |          |          |          |         |         |         |         |        |        |        |        |  |  |  |  |  |  |  |  |  |  |  |  |  |  |  |  |  |  |  |  |  |  |  |  |
|                                                                                           |                                                                                           |                                                                                           |                                                                                           |                                                                                           |                                                                                           |  |  |          |        |        |        | مهرنوش                                                          | مهرنوش | مهرنوش   | مهرنوش   | مهرنوش   | مهرنوش   |          |          | نوش‌آذر   | نوش‌آذر   | نوش‌آذر   | نوش‌آذر   | نوش‌آذر   | نوش‌آذر   |         |         | کی‌بهمن  | کی‌بهمن  | کی‌بهمن | کی‌بهمن | کی‌بهمن | کی‌بهمن |  |  |  |  |  |  |  |  |  |  |  |  |  |  |  |  |  |  |  |  |  |  |  |  |
|                                                                                           |                                                                                           |                                                                                           |                                                                                           |                                                                                           |                                                                                           |  |  |          |        |        |        | مهرنوش                                                          | مهرنوش | مهرنوش   | مهرنوش   | مهرنوش   | مهرنوش   |          |          | نوش‌آذر   | نوش‌آذر   | نوش‌آذر   | نوش‌آذر   | نوش‌آذر   | نوش‌آذر   |         |         | کی‌بهمن  | کی‌بهمن  | کی‌بهمن | کی‌بهمن | کی‌بهمن | کی‌بهمن |  |  |  |  |  |  |  |  |  |  |  |  |  |  |  |  |  |  |  |  |  |  |  |  |
|                                                                                           |                                                                                           |                                                                                           |                                                                                           |                                                                                           |                                                                                           |  |  |          |        |        |        |                                                                 |        |          |          |          |          |          |          |          |          |          |          |          |          |         |         | کی‌داراب |         |        |        |        |        |  |  |  |  |  |  |  |  |  |  |  |  |  |  |  |  |  |  |  |  |  |  |  |  |

## کیانیان و سیستان
در کتاب اوستا، درفقرات ۶۶–۶۹ یشتها، از خاندان کیانی مکرر یاد شده و سیستان و پیرامون دریاچهٔ هامون میهن اصلی خاندان کیانی معین شده است. درفقره ۶۶ زامیاد یشت چنین می‌خوانیم: «فر کیانی، از آن کسی است که شهریاری وی از آنجای که رو هیرمند دریاچه کیانسی (هامون) را پدیدمی‌آورد، برخاسته است.
در این فقره صریحاً پادشاهی کیانی اراده شده و سیستان و پیرامون دریاچه هیرمند میهن اصلی خاندان کیانی معین شده است. بنابراین تردیدی نیست که کیانیان از جمله کهن‌ترین ساکنان آریایی هستند که در نخستین مرحلهٔ مهاجرت آریایی‌ها از شمال به جنوب در حوزهٔ دلتای رود هیرمند (سیستان) ساکن شده‌اند و در اینجا شالودهٔ پادشاهی و زندگی شهرنشینی را بنیاد گذاشته‌اند و از اینجا روزگاری سراسر ایران بزرگ را اداره می‌کرده‌اند و بخش زیادی شاهنامه، وقف شرح شأن و شوکت پادشاهی خاندان کیانی (از کی‌قباد تا کی‌گشتاسپ پذیرنده و پشتیبان دین زرتشت) شده است.

### ملک محمود کیانی
ملک محمود کیانی زمانی‌که شهرهای نیشاپور و بر پیرامون آن چیرهٔ شد، خود را پادشاه مستقل خراسان و سیستان نامید و مشهد را پای تخت خویش قرار داد. ارتش منظمی مرکب از سواره‌نظام و پیاده‌نظام با توپخانه قوی تشکیل داد. ملک محمود پس از سرکوبی مخالفان در مشهد تاج‌گذاری نمود. و «جیغه بر سر و سکه پادشاهی به سیم و زر زد و چون خود را منسوب به کیانیان می‌دانست، کلاه کیانی برای خود ترتیب داد.» و تاجی برسم کیانیان ۳۰ سدهٔ پیش از خود بر سر گذاشت.